# Capensibufo
A Capensibufo a kétéltűek (Amphibia) osztályába, a békák (Anura) rendjébe és a varangyfélék (Bufonidae) családjába tartozó nem.

## Előfordulásuk
Afrika déli részén honosak az ide tartozó fajok.

## Rendszerezés
A nembe az alábbi fajok tartoznak:
- Capensibufo deceptus Channing, Measey, De Villiers, Turner, and Tolley, 2017
- Capensibufo magistratus Channing, Measey, De Villiers, Turner, and Tolley, 2017
- Capensibufo rosei
- Capensibufo selenophos Channing, Measey, De Villiers, Turner, and Tolley, 2017
- Capensibufo tradouwi